# Mergulhia

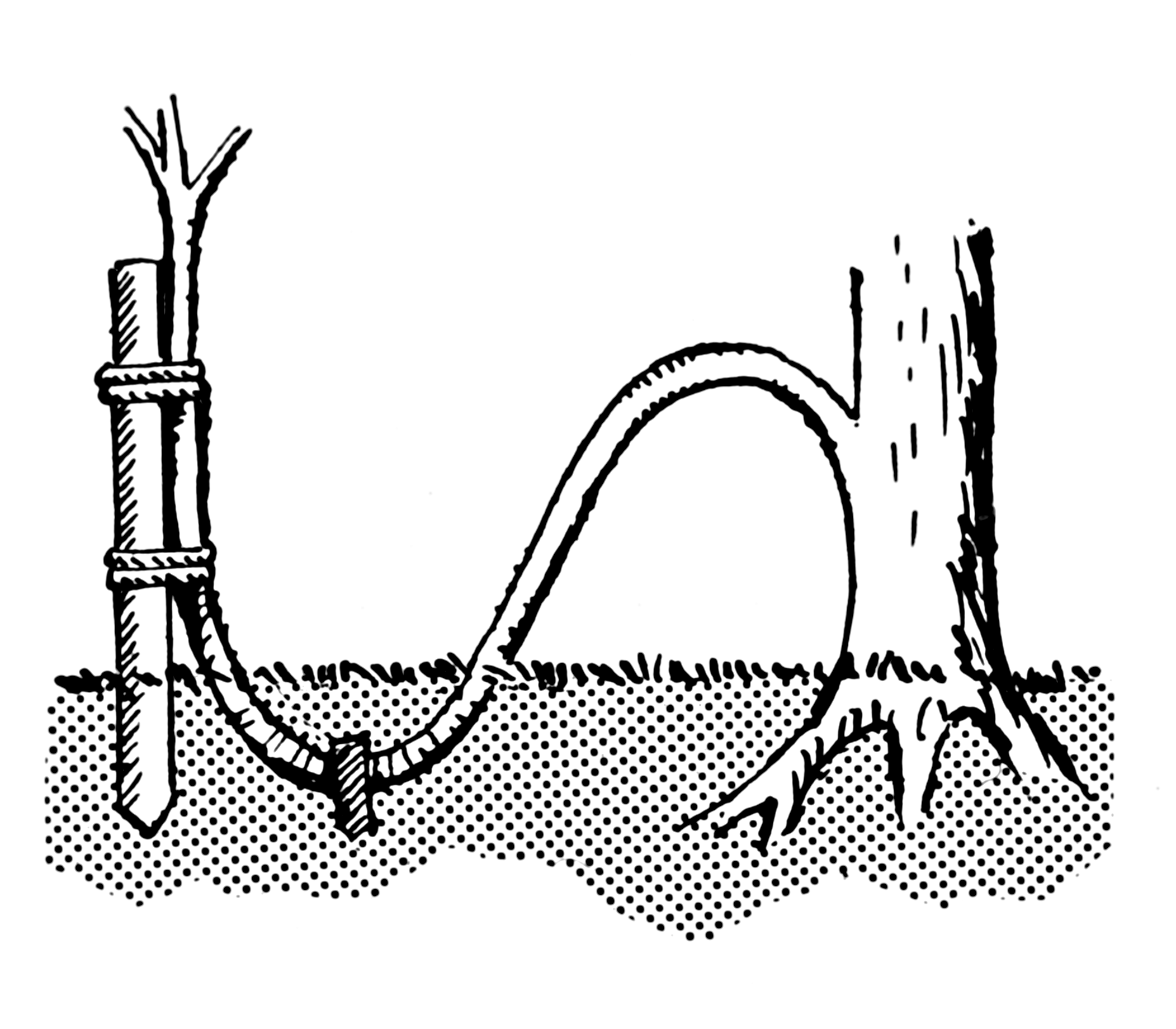
Esquema de uma mergulhia de solo simples.

Mergulhia ou mergulhão é o tipo de multiplicação vegetativa ou assexuada artificial, que consiste em raspar e ou dobrar um ramo da planta-mãe até o enterrar no solo, de modo a que a parte enterrada ganhe raízes e, uma vez enraizada, se possa separar da planta-mãe, obtendo-se assim uma planta independente.

## Tipos de Mergulhias
A mergulhia pode ser realizada de formas distintas, porém, todas elas partem do mesmo princípio essencial: a cobertura parcial ou total do ramo, com solo ou com outro material semelhante, a fim de se proporcionarem condições de humidade, arejamento e ausência de luz, propícias à criação de raízes.
Há dois processos principais de mergulhia: a mergulhia comum ou mergulhia de solo, a qual, como o nome indica é realizada no chão; e a alporquia ou mergulhia aérea, que é realizada fora do solo.

### Mergulhias de solo
Sendo certo que tipo de mergulhias se desdobra numa série de variantes, o conceito base é essencialmente o mesmo e consiste, em fazer um corte parcial num ramo, dobrá-lo em direcção ao solo, prendendo-o com um grampo de metal e cobrindo-o com terra.
O contacto da região do corte com o solo estimula o enraizamento, de tal maneira que, quando este já tiver criado o seu próprio sistema de raízes, o ramo é cortado da planta-mãe.

#### Mergulhia de solo simples
A mergulhia de solo simples passa por dobrar o ramo raspado para o solo, sendo que uma parte dele - aquela que fica em contacto com o solo - é fixada por um grampo, por molde a evitar danos às raízes, por exemplo causados pelo vento, e coberta com terra, deixando-se a extremidade do ramo descoberta e em posição vertical.
Depois de o ramo mergulhado ter formado o seu próprio sistema radicular, destaca-se da planta-mãe, podendo fazer-se novo plantio desta nova planta num local definitivo ou num recipiente, de maneira a dar continuidade ao seu desenvolvimento.

#### Mergulhia simples invertida ou de ponta
Este método é muito parecido com a mergulhia de solo simples comum, distinguindo-se, contudo, por cobrir a extremidade do ramo com terra. Deste modo, no ramo ocorre uma inversão de polaridade das gemas, as quais, entretanto, acabam por crescer e formar novas plantas.
Após a formação do sistema radicular no ramo mergulhado, procede-se tal como na mergulhia de solo simples: separa-se da planta-mãe e a nova planta é  plantada num novo local.

#### Mergulhia contínua chinesa
Neste método, dobra-se o ramo, mergulhando-no no solo, de maneira a cobrir a maior extensão possível, ficando apenas de fora a parte apical (ou ponta) do ramo. Isto pode implicar o recurso a vários grampos, para fixar o ramo em quase toda a sua extensão, debaixo da terra. 
Com a cobertura do ramo, as suas gemas permanecem sob o solo, o que leva ao rebentamento e formação de novas raízes, originando assim novas plantas, as quais serão, quando estiverem suficientemente desenvolvidas, destacadas da planta-mãe e replantadas num local adequado.

#### Mergulhia contínua serpenteada
Este método de mergulhia de solo é semelhante ao anterior, pelo menos no que toca à maneira como o ramo é conduzido ao longo do solo, porém, a cobertura do ramo só é feita em algumas partes do ramo e não em toda a sua extensão.
Desta forma, o ramo fica coberto em certas partes pelo solo, sendo que essas partes estão intervaladas umas das outras, por partes do ramo que ficam a descoberto do solo, formando uma espécie de padrão em ziguezague ou serpenteio, ao longo de toda a extensão do ramo.

#### Mergulhia de cepa
Para poder levar a cabo este tipo de método, é preciso primeiramente ter uma planta oriunda de semente ou de propagação vegetativa, seja por estaca ou por mergulhia.
Após o desenvolvimento desta primeira planta, faz-se uma poda drástica do tronco, de forma a que a planta seja estimulada a emitir inúmeros novos rebentamentos. À medida que esses rebentos forem crescendo, vai-se depositando amontoados de terra, sucessivamente, sobre eles. Assim, quando os rebentos estiverem com uma altura entre 10 a 15 centímetros, faz-se a primeira amontoa com terra. De seguida, quando atingirem 20 a 25 centímetros, faz-se a segunda amontoa. Ao passo que a terceira e última amontoa só ocorre, quando os rebentos chegam aproximadamente aos 40 centímetros.
A primeira amontoa deve realizar-se ainda durante a Primavera, de maneira a que se forme um montículo de terra com cerca de 25 a 30 centímetros de altura, por molde a possibilitar um bom desenvolvimento do sistema de raízes da planta. No inverno subsequente, faz-se a separação dos diversos rebentos da planta-mãe, que tiverem formado sistemas de raízes próprios, retirando-se a terra com cuidado para evitar danificá-los.
O corte de separação deve ser feito o mais próximo possível da planta-mãe, a qual deve permanecer descoberta, de maneira a emitir novos rebentos.
Este método só se pode utilizar com espécies com capacidade para emitir gemas como gomos adventícios, uma vez que na poda drástica que é realizada, toda a parte aérea da planta é eliminada.

### Mergulhias aéreas ou alporquia
As mergulhias aéreas ou alporquia (grafias alternativas alporque e alporca) são o método de mergulhia a que se recorre, quando o ramo não pode ser levado até ao solo, seja por este não estar acessível ao ramo, seja por o ramo não ter comprimento ou flexibilidade que permita dobrá-lo até ao solo.
Assim, na alporquia descasca-se parte do ramo, a qual é em seguida circundada com terra e vedado com um plástico escuro ou recipiente. A este ramo alporcado, por vezes, também se dá o nome de alporque.
O substrato da terra que rodeia o alporque deve manter-se sempre húmido, pelo que deverá ser irrigado amiúde. Após algum tempo, formar-se-ão, na zona descascada e circundada por terra, várias raízes. 
Quando estiver devidamente desenvolvida, pode-se proceder à separação do ramo alporcado do resto da planta-mãe, replantando-o no solo.
A alporquia, por ser uma técnica que se afigura assaz trabalhosa e de baixo rendimento, não se costuma utilizar na propagação em escala comercial de plantas frutíferas. Contudo, pode utilizar-se, com sucesso, para propagação de espécies exóticas e de difícil propagação.